# Columbia County, Arkansas
 Columbia County är ett county i sydligaste delen av delstaten Arkansas. År 2010 hade countyt 24 552 invånare. Den administrativa huvudorten (county seat) är Magnolia och ligger ca 200 km sydväst om delstatens huvudstad Little Rock, cirka 30 km norr om gränsen till delstaten Louisiana. Countyt har fått sitt namn efter gudinnan Columbia.

## Geografi
Enligt United States Census Bureau har countyt en total area på 1 986 km². 1 984 km² av den arean är land och 2 km²  är vatten.

### Angränsande countyn
- Nevada County  - nord
- Ouachita County  - nordöst
- Union County  - öst
- Claiborne Parish, Louisiana  - sydöst
- Webster Parish, Louisiana  - syd
- Lafayette County  - väst

### Orter
- Magnolia, med cirka 11 000 invånare
- Waldo